# NN-75
La carretera NN‑75 es una vía colectora secundaria que conecta comunidades rurales del sur del municipio de San Ramón con la ciudad de Matagalpa. Esta ruta permite el acceso de productos agrícolas hacia el casco urbano y enlaza con rutas nacionales.

## Trazado y cruces
| km   | Localidad / Punto | Departamento | Conexión / Ruta |
| ---- | ----------------- | ------------ | --------------- |
| 0,0  | El Carrizo        | Matagalpa    | NN 74           |
| 6,5  | Comunidad El Tule | Matagalpa    | Camino rural    |
| 15,3 | Matagalpa         | Matagalpa    | NIC 3           |

## Coordenadas
Uno de los tramos de la NN‑75 puede ser encontrado en las coordenadas: 12°54′52″N 85°37′49″O / 12.9145, -85.6302